# Avenida Presidente Masaryk

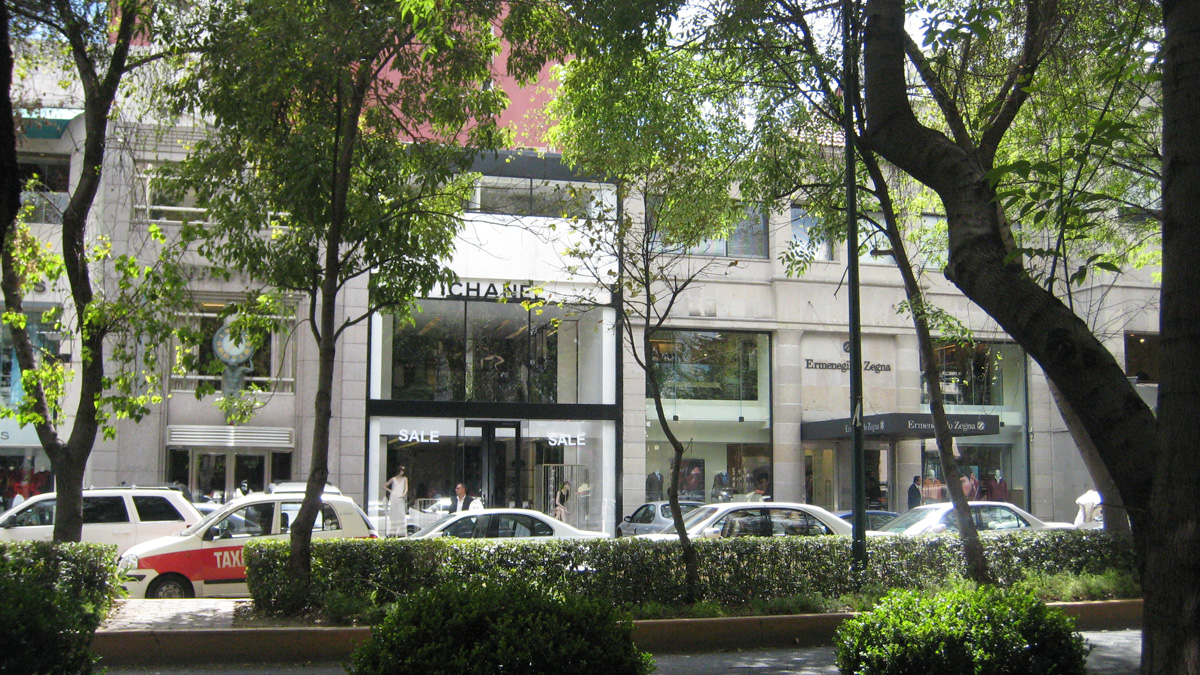
Avenida Presidente Masaryk

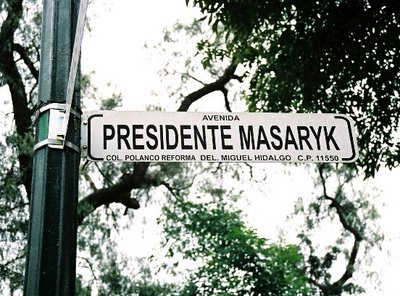
Avenida Presidente Masaryk

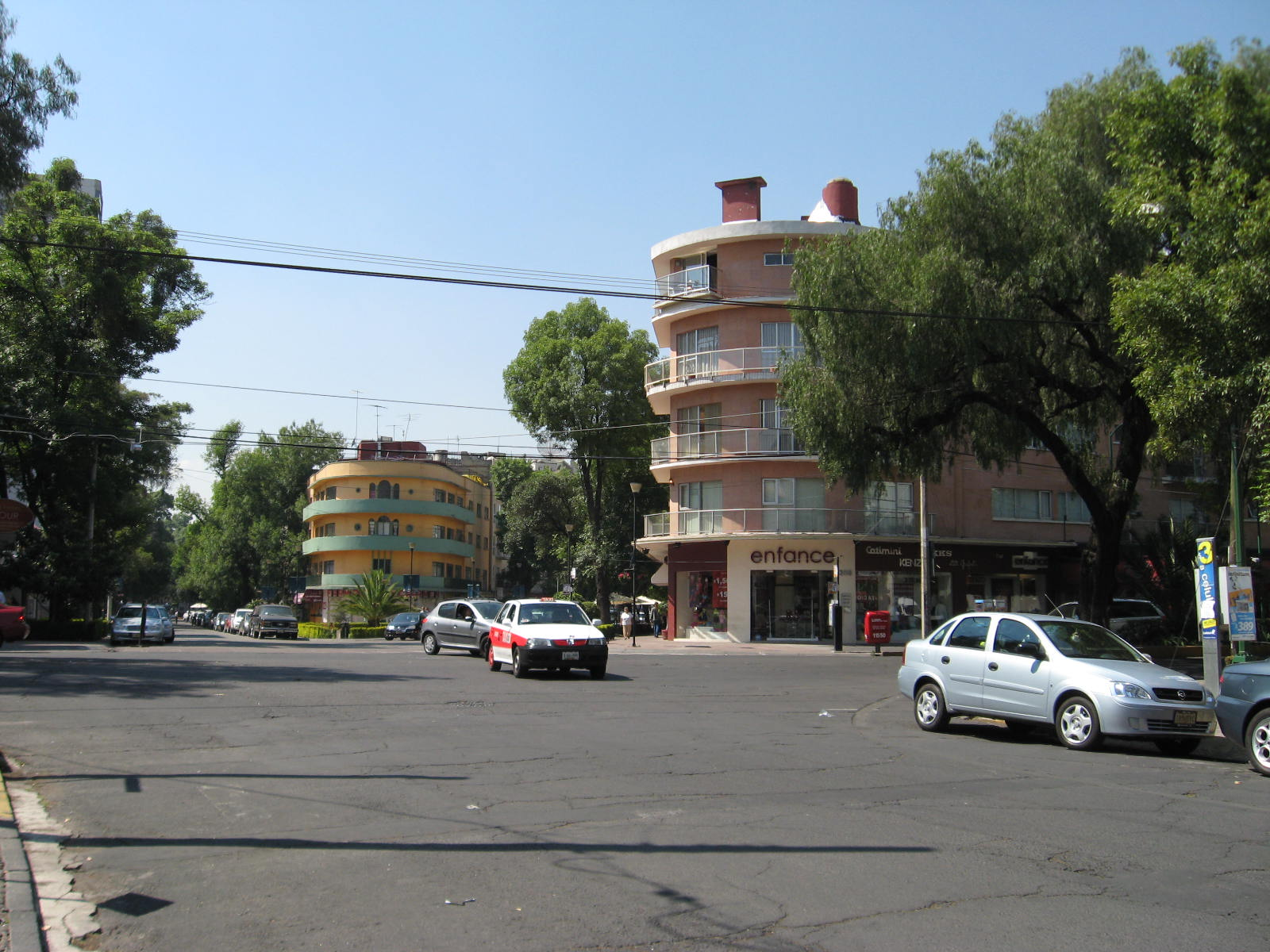
Avenida Presidente Masaryk

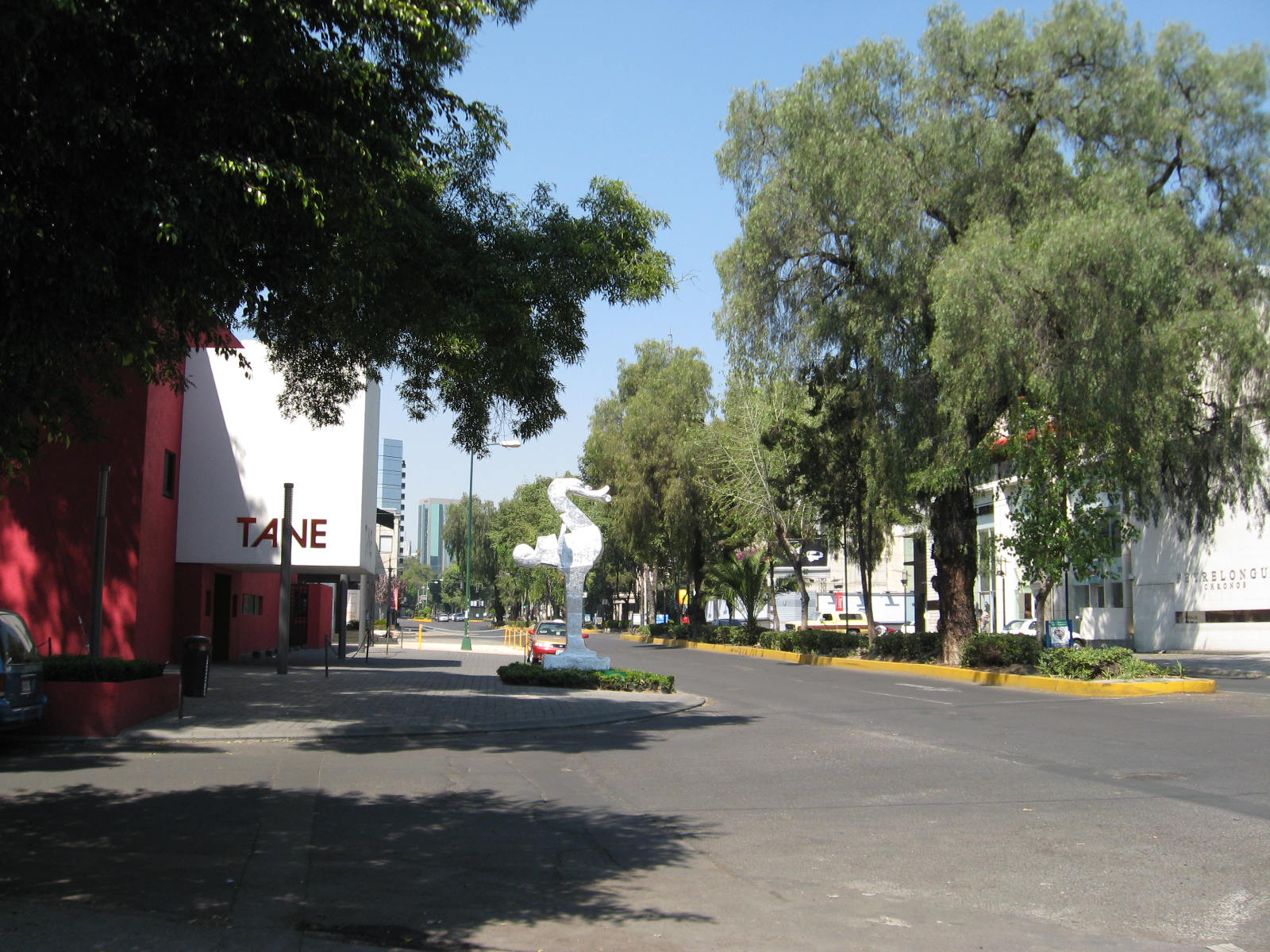
Avenida Presidente Masaryk

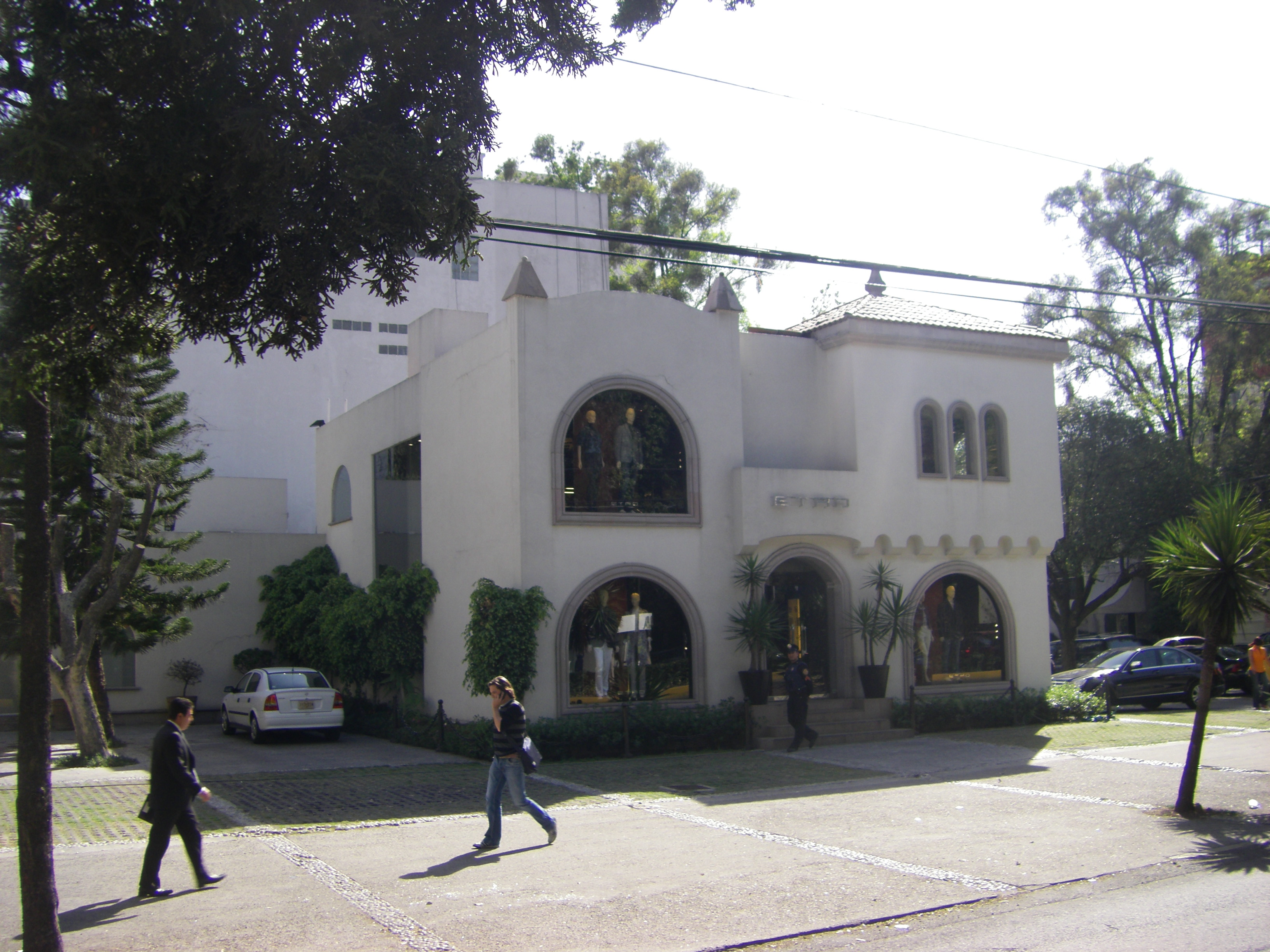
Haus in der Avenida Presidente Masaryk

Die Avenida Presidente Masaryk ist die wichtigste Straße in der Colonia Polanco in Mexiko-Stadt.

## Hintergrund
Die Allee trägt den Namen des ersten tschechoslowakischen Präsidenten, Tomáš Garrigue Masaryk. Die Bedeutung dieser Straße geht auf die Zeit zurück, als sich hier viele Einwanderer ansiedelten, darunter auch zahlreiche spanische, libanesische und jüdische Händler. Mit der Zeit kam eine kräftige Stadtentwicklung und das ganze Aussehen der Zone hat sich seitdem völlig verändert. Das Ansehen der Allee ist jedoch mit deren Reichtum gewachsen.
Die Avenida gilt als die teuerste Einkaufsmeile Lateinamerikas, vergleichbar mit Rodeo Drive in Beverly Hills oder Fifth Avenue in New York City, USA. Mehrere renommierte Geschäfte von Dior bis Gucci befinden sich hier, sowie mehrere Restaurants und Edelhotels wie Habita. In ihrer Nähe befindet sich das PwC Office Building (PricewaterhouseCoopers).
Auch die Kultur findet hier Platz, mit Museen wie Rufino Tamayo oder Museo de Arte Moderno.